# Maghnia
Maghnia (în arabă مغنية) este o comună din provincia Tlemcen, Algeria.
Populația comunei este de 114.634 locuitori (2008).